# Халапа (Веракрус)
Халапа (на испански: Xalapa или Jalapa) е столицата на централноизточния щат Веракрус в Мексико. Халапа е с население от 387 879 жители (2005) и е вторият по население град в щата след град Веракрус. Халапа е разположен в географския център на щата.

## Побратимени градове
|  | Държава   | Град              |
|  | САЩ       | Ковина            |
|  | САЩ       | Омаха             |
|  | Гватемала | Антигуа Гватемала |
|  | Мексико   | Пуебла            |
|  | --------- | ----------------- |

## Известни личности
Родени в Халапа
- Лиляна Абуд (р. 1948), актриса, писателка и сценаристка